# Hráči (divadelní hra)
Hráči jsou jednou ze tří dokončených divadelních her Nikolaje Vasilijeviče Gogola. Jedná se o komedii, která vykazuje prvky nastupujícího ruského realismu. Kromě Hráčů je Gogol autorem her populárnějších her Revizor a Ženitba. Radegast Parolek dílo popsal jako „rafinovaně spletitou komedii bez ženských rolí“ a upozornil na psychologickou vděčnost zvoleného prostředí falešných hráčů a podvodníků.
Hráči vyšli roku 1842 v sebraných Spisech, ačkoliv koncept této hry Gogol už nejspíše vymyslel roku 1835. Gogol nemluvil o Hráčích jako o komedii, ale o pouhé komické scénce, která podle znalců Gogolovy tvorby směřuje spíše ke grotesce, pomocí níž poukazuje na chyby a nedostatky společnosti či jedinců, přičemž zveličování oněch chyb je pro Gogola typické a zásadní.

## První provedení
Premiéru měla hra v Moskvě 5. února 1843, kde byla provedena spolu s Ženitbou. V Čechách byla poprvé hrána v Národním divadle 9. ledna 1885. Poté byla v roce 1909 inscenována současně ve dvou pražských divadlech (smíchovské Intimní divadlo a Divadlo na Vinohradech) s konstatováním, že první provedení bylo pozapomenuto.

## Obsah
Jedná se o krátkou hru o jednom dějství. Hlavním tématem je podvod karetních hráčů a motivem, který prostupuje celé dílo, jsou karty. Hra se odehrává pouze na jednom místě, konkrétně v neznámém hotelovém pokoji kdesi na ruském venkově. Gogol pracuje s absurditou, když protagonista Icharev, mistr podvodů při karetních hrách, je na konci hry sám podveden skupinkou hráčů, kterou tvoří Utěšitelný, Švochněv a Krugel. Právě ono očekávatelné rozuzlení zápletky, kdy byl podvodník podveden ještě většími podvodníky, slouží jako ukázaní na zkřivené charaktery karetních podvodníků a zdůrazňuje tuto kritiku. Hra není dějově příliš složitá, Gogol ovšem jednoduchost hry nahrazuje použitým jazykem, který je prostředkem psychologického souboje a manipulace. Postavy jsou zde vykresleny jako osoby, pro které je hraní karet zdrojem obživy a zábavy. Jejich charaktery působí místy velmi komicky. Právě zmíněná témata a charaktery postav jsou důvodem, proč jsou Hráči nadčasoví a oblíbení dodnes.
Pro děj hry je zásadní závěrečná zápletka, která čtenářům odhaluje, že se po celou dobu představení hraje hra ve hře. Děj sám nicméně není vůbec složitý, stejně jako zápletka. Icharev a jeho sluha Gavrjuška přijíždí do neznámého hotelu. Icharev chce při karetní hře okrást partičku hráčů (Utěšitelný, Švichněv a Krugel), o kterých ale netuší, že jsou také podvodníci. Zmíněná trojice Ichareva při hře odhalí jako protřelého podvodníka a nabídnou mu spolupráci při okrádání statkáře Glova a jeho syna. Icharev souhlasí. Nikdo z hráčů ale není po celou dobu upřímný, a tak právě při zápletce vyjde najevo, že zmíněná trojice na Ichareva vše navlékla a okradla ho o velké množství peněz. Hra končí Icharevovou kritikou tří podvodníků, při které mu dojde, že je sám podvodníkem a nemá právo nikoho žalovat. O dalším osudu podvodníků i podvedeného není prozrazeno nic.

## Přijetí díla
První představení Hráčů v Moskvě (1843) sloužilo jako doprovodné představení k Ženitbě. Diváci byli z Hráčů nadšení. Později ovšem byli Hráči při prvním uvedení v Petrohradu silně zkritizováni ze strany ruských kritiků. Gogol sám neměl ale po neúspěšné premiéře Revizora v roce 1836 velký zájem o dramatizaci svých her. Hráči jsou z tohoto důvodu v českém i ruském prostředí poněkud v pozadí oproti zbylým dvěma Gogolovým dramatům. Znovuobjevení Hráčů je spojeno s druhou polovinou 20. století. Přestože je Hráčům stále věnována menší pozornost než Ženitbě a Revizorovi, objevují se neustále v repertoárech režisérů z celého světa a jedná se o hru méně známou, ale divácky oblíbenou.
Jaromír Kazda uvádí, že motiv hráčské vášně a byl v 18. a 19. století běžný, a to od Regnardovy komedie Hráč (1696), v Rusku zaujalo prostředí hráčů romantiky Puškina (Piková dáma, 1833) a Lermonotova (Maškaráda, 1836). Gogola označuje Kazda společně s Dostojevským, autorem románu Hráč (1866), za realistu zkoumajícího psychologii hazardní hry.